# Erete vânăt

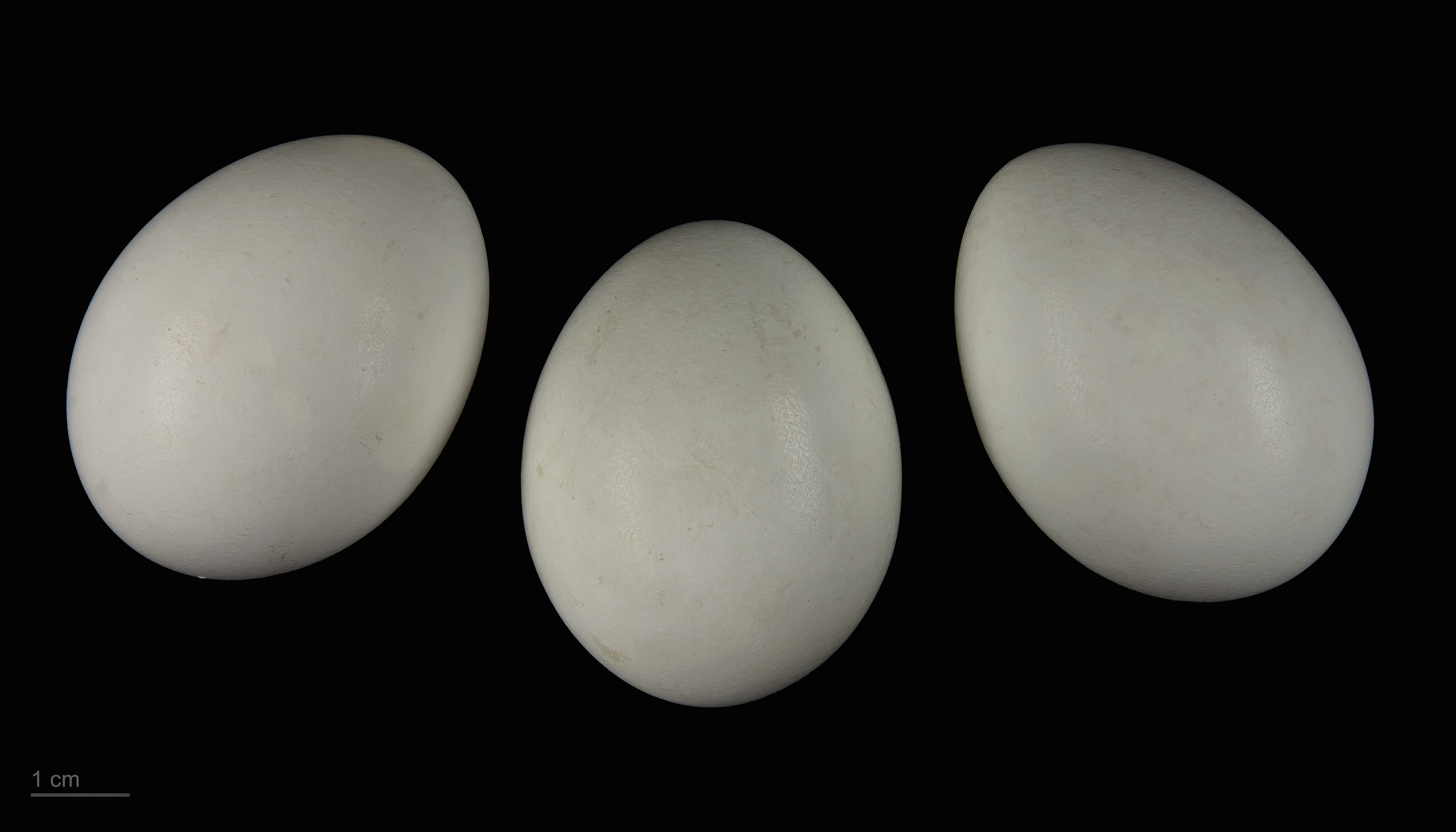
Ouă de erete vânăt - MHNT

Eretele vânăt sau uliul vânăt (Circus cyaneus) este o pasăre de pradă zveltă, cu o lungime de 40-50 cm și o anvergură de 100-120 cm. Zbor asemănător cu cel al eretelui de stuf Circus aeruginosus, dar poate ataca fulgerător prada, precum ulii. Această pasăre migratoare clocește pe terenurile deschise din Europa Centrală și de sud. Își face cuibul  pe sol. Cuibărește în regiuni deschise și mlăștinoase, plantații tinere de conifere, turbării din taiga și zona subalpină. Masculul gri-argintiu, cu abdomenul și târtița albe; forma petelor negre de la vârful aripii este foarte importantă pentru determinare ereților vineți, sur și alb. Masculii tineri  sunt cafenii deschis pe spate, iar pata neagră din vârful aripii este asemănătoare cu cea de la eretele alb,ușor mai ascuțită,doar câteva remige primare fiind negre. Femela este maronie cu târtița albă, mai lată decât la ereții alb și sur, iar aripile sunt evident mai scurte și mai rotunjite, cu 4 nu 3 "degete" în vârf, în timpul zborului glisat la înălțimi mari, femela seamănă cu uliul păsărar. Juvenilul, asemănător cu femela, este mai striat pe fața ventrală, mai ales pe subalarele secundare. Se hrănește cu mamifere mici și păsări.